# Golf de Granville Baie du Mont-Saint-Michel
 (novembre 2017).
Si vous disposez d'ouvrages ou d'articles de référence ou si vous connaissez des sites web de qualité traitant du thème abordé ici, merci de compléter l'article en donnant les références utiles à sa vérifiabilité et en les liant à la section « Notes et références ».
Le golf de Granville Baie du Mont-Saint-Michel est un parcours de golf situé à Bréville-sur-Mer (Manche), à 5 km au nord de Granville. 
Il a été créé en 1912 et totalement redessiné en 1921 par l'architecte Harry Shapland Colt. Un parcours  de 9 trous nommé le bord de mer est créé en 1986. Ce links est un peu plus court, mais les greens sont assez pentus. Ce 9 trous est renommé Les Dunes en 2012.

## Histoire
C’est en 1910 que commencent les tractations avec la municipalité de Granville qui accepte de louer, à la Société Immobilière Hôtelière du Normandy, une parcelle dont elle est propriétaire dans les dunes de Bréville. Dès 1912, une équipe de passionnés est à pieds d’œuvre pour y installer un parcours de 9 trous, les 9 trous supplémentaires nécessitant une plus longue préparation. Le Cercle Des Sports se voit confier la gestion des installations et, bien que praticables depuis près de deux années, elles sont inaugurées officiellement le 5 juillet 1914. Mais les affres de la Première Guerre mondiale stoppent net les bonnes volontés et, durant le conflit, une partie du terrain est transformée en champ de manœuvre pour la garnison locale. Après l’armistice, la « Monaco du Nord » profite des années folles et il est fortement question de proposer un terrain à la hauteur de la réputation huppée de la station balnéaire. En 1921, le terrain de golf est en projet de réaménagement et dès le mois de juin de cette année-là, les travaux commencent sous la direction de Harry Shapland Colt, l’un des meilleurs spécialistes de nationalité anglaise. Profitant du spectaculaire paysage de dunes, l’architecte dessine l’un des parcours les plus vastes existant à cette époque en Europe. Les qualités naturelles des links de Granville sont mises en évidence dès 1922 à la suite de la visite messieurs Sutton et Martin, spécialistes anglais et experts reconnus. Stupéfaits par ce qu’ils viennent de découvrir sur le vieux continent, ils écrivent : « ce lieu, qui donne l’impression d’être un paradis du golf…, il est peu probable que, même en Angleterre ou en Écosse, nous comptions un parcours présentant des dispositions naturelles plus favorables ». Le links granvillais est un magnifique exemple des réalisations d'Harry Colt à l'apogée de son art.
Durant la Seconde Guerre mondiale, le club-house est réquisitionné et le terrain fermé par l'occupant. En 1957, quelques passionnés remettent le parcours en état et lui redonne son aspect initial. Cependant, s’il ne reste qu’une douzaine de trous totalement d’origine, la plupart des nouveaux suivent d’assez prêt le même tracé que leurs prédécesseurs. Malgré les quelques modifications lors des années 1990, le parcours résiste aux joueurs de tous niveaux, notamment quand le vent s'invite dans la partie à l'image de ses cousins écossais ou irlandais.
Christian Dior, de retour de son service militaire, en 1928, y organise un mini-tournoi pour fêter sa « quille » et invite quatre de ses plus proches amies. Depuis 1973, une coupe en son hommage s'y déroule chaque année en été.

## Galerie photo

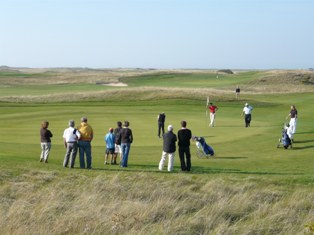
Le 17 en 2008.
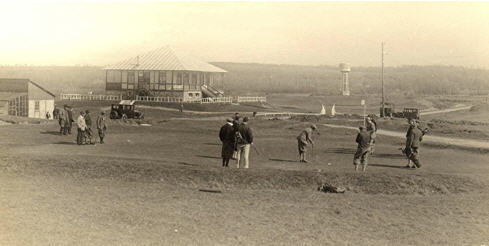
Le club-house et le château d'eau dans les années 1930.
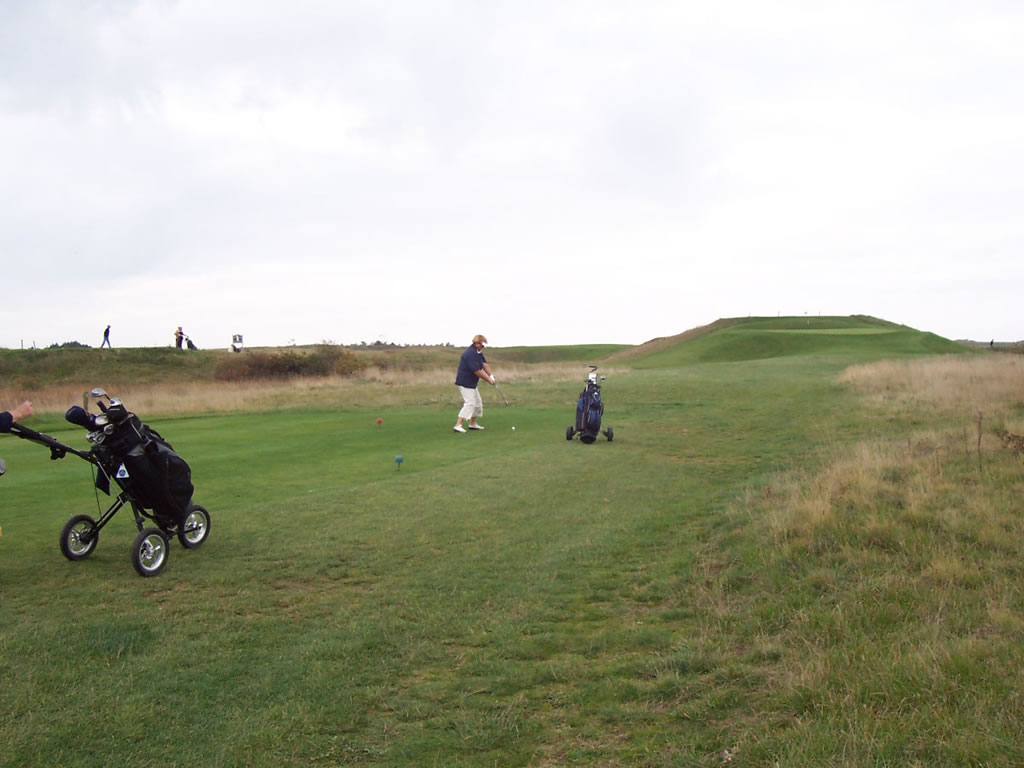
Le 16, par 3.
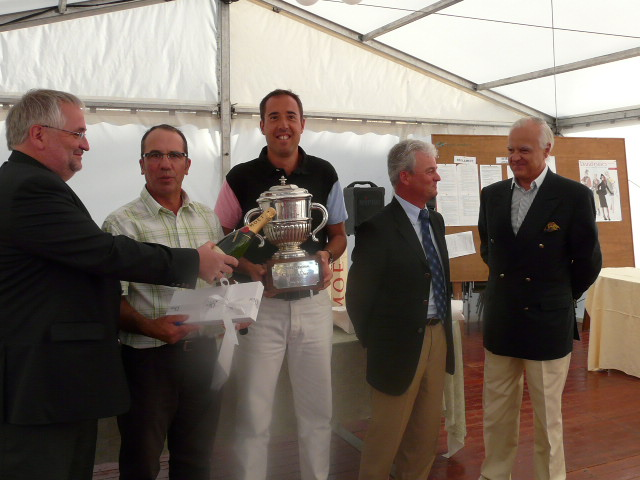
La coupe Dior édition 2008 remportée par Ludovic Chartier.
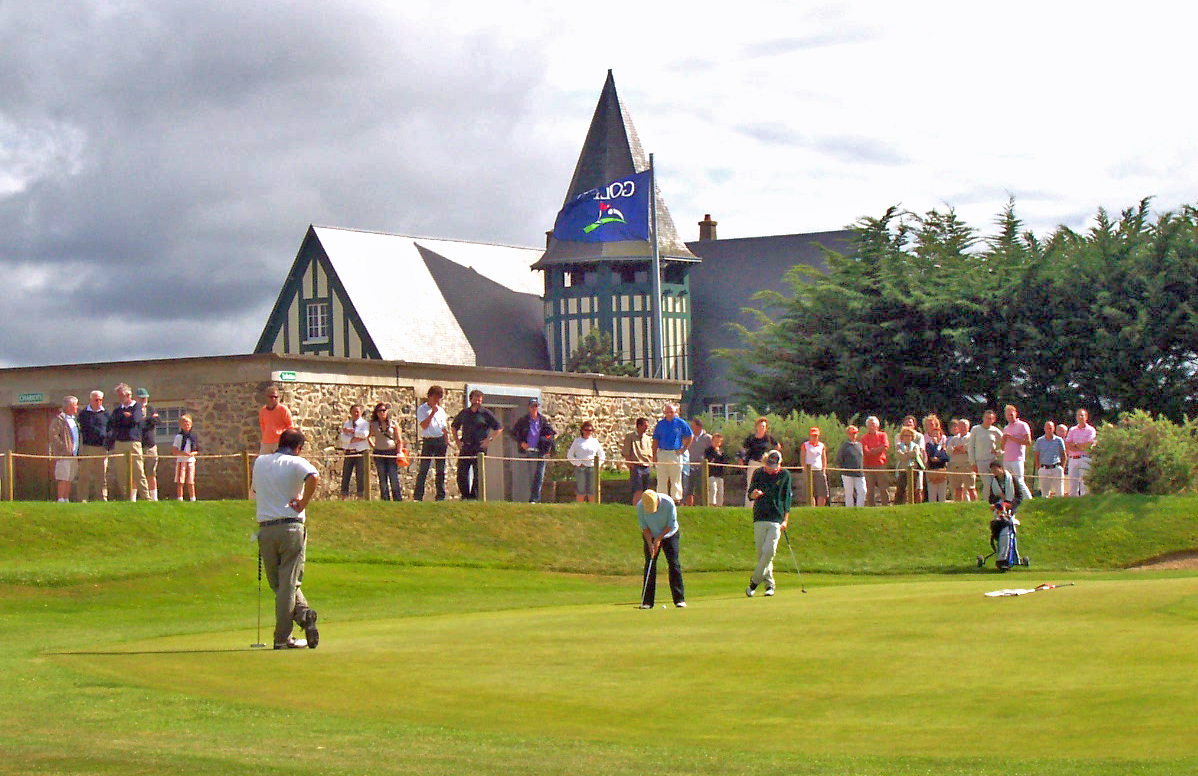
Green du 9 avec le clubhouse derrière.
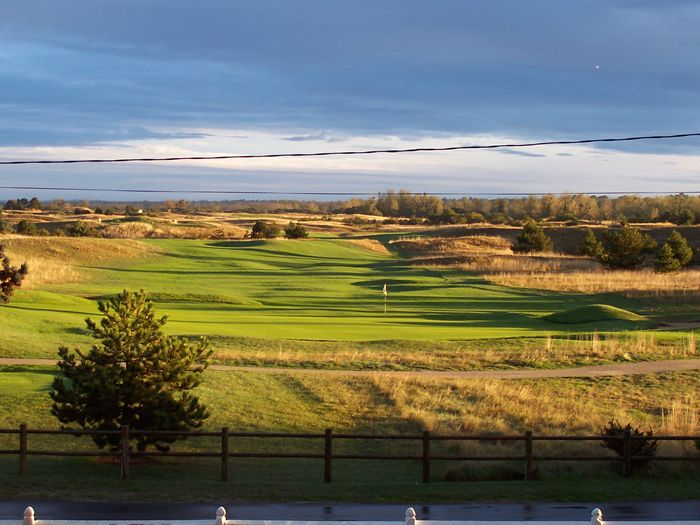
Trou 18 du links vu du clubhouse au lever du soleil.

## Cartes de score

### Parcours LeLinks
| Trou No. | Mètres | Yards | Par |        | Trou No. | Mètres | Yards | Par |
| -------- | ------ | ----- | --- | ------ | -------- | ------ | ----- | --- |
| 1        | 443    | 485   | 5   | 10     | 158      | 173    | 3     |     |
| 2        | 159    | 174   | 3   | 11     | 499      | 491    | 5     |     |
| 3        | 305    | 334   | 4   | 12     | 183      | 200    | 3     |     |
| 4        | 354    | 387   | 4   | 13     | 403      | 441    | 4     |     |
| 5        | 341    | 402   | 4   | 14     | 460      | 550    | 5     |     |
| 6        | 348    | 381   | 4   | 15     | 387      | 423    | 4     |     |
| 7        | 317    | 347   | 4   | 16     | 126      | 138    | 3     |     |
| 8        | 344    | 376   | 4   | 17     | 357      | 390    | 4     |     |
| 9        | 484    | 529   | 5   | 18     | 316      | 341    | 4     |     |
| Aller    | 3095   | 3414  | 37  | Retour | 2889     | 3206   | 35    |     |
|          |        |       |     | Total  | 5984     | 6621   | 72    |     |

### Parcours Les Dunes
| Trou No. | Mètres | Yards | Par |
| -------- | ------ | ----- | --- |
| 1        | 294    | 323   | 4   |
| 2        | 144    | 144   | 3   |
| 3        | 252    | 299   | 4   |
| 4        | 271    | 299   | 4   |
| 5        | 157    | 173   | 3   |
| 6        | 320    | 347   | 4   |
| 7        | 321    | 346   | 4   |
| 8        | 110    | 119   | 3   |
| 9        | 347    | 379   | 4   |
| Total    | 2216   | 2428  | 33  |